# Paracerceis spinulosa
Paracerceis spinulosa là một loài chân đều trong họ Sphaeromatidae. Loài này được Espinosa-Perez & Hendrickx miêu tả khoa học năm 2002.